# آب‌سنگ حلقوی فایو
آب‌سنگ حلقوی فایو که فایوی خاوری نیز خوانده می‌شود یک آب‌سنگ حلقوی بدون سکنه در ایالت چوک، ایالات فدرال میکرونزی است. آب‌سنگ حلقوی فایو در ۳۶ کیلومتر (۲۲ مایل) باختر آب‌سنگ حلقوی نوم‌وین و ۱۰۴ کیلومتر (۶۵ مایل) شمال تالاب چوک قرار دارد.
برای جداسازی آب‌سنگ حلقوی پیاگیلو در ایالت یاپ از آب‌سنگ حلقوی فایو که در فاصله ۵۰۰ کیلومتر (۳۱۰ مایل) از یکدیگر قرار دارند، پیاگیلو به «فایوی باختری» و فایو به «فایوی خاوری» شناخته می‌شود.
درازای آب‌سنگ حلقوی فایو ۲٫۷ کیلومتر (۱٫۷ مایل) و پهن‌ترین بخش آن ۱٫۴ کیلومتر (۰٫۸۷ مایل) و مساحت خشکی آن ۲٫۵ کیلومتر مربع (۰٫۹۷ مایل مربع) است. آب‌سنگ حلقوی فایو از یک آب‌سنگ مرجانی و یک تالاب داخلی کم فرازا بر روی آن پدید آمده است. در میانه تالاب داخلی، دو آبخوست قرار دارند که مساحت کل آنها ۴۰ هکتار (۹۹ جریب فرنگی) است.

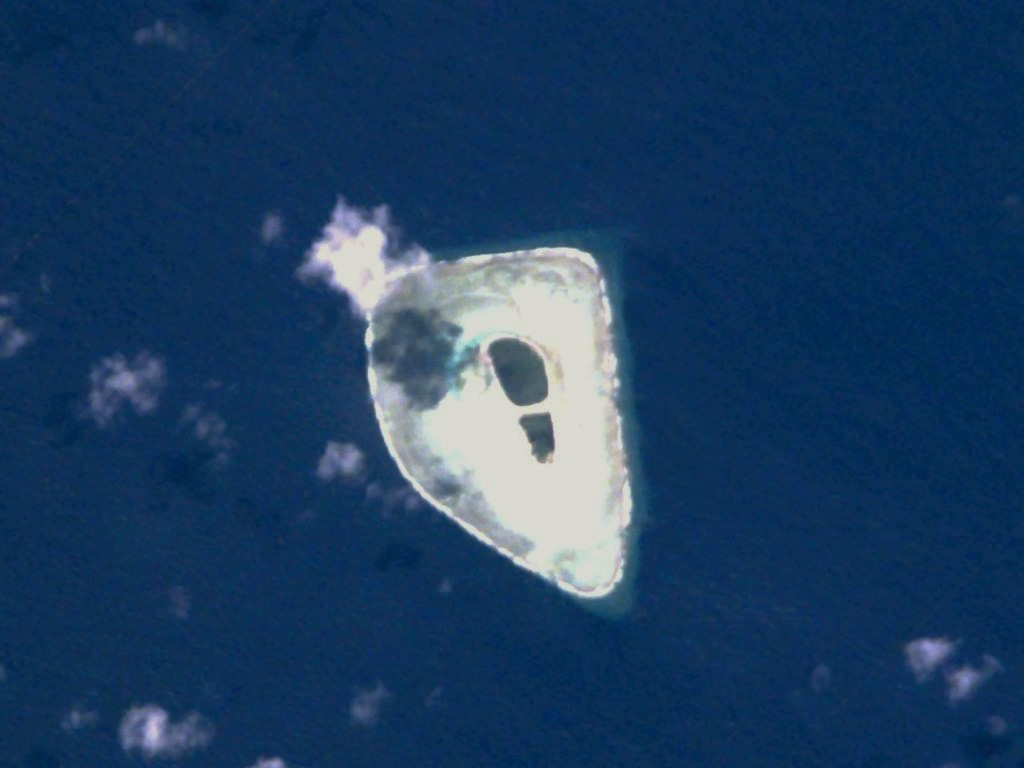
آب‌سنگ حلقوی فایو از دید ماهواره اداره کل ملی هوانوردی و فضا (ناسا)

اگرچه، آب‌سنگ حلقوی فایو هم‌اکنون بدون خالی از سکنه است اما در سال ۱۸۵۰، ۵۰ نفر در این کشور زندگی می‌کردند. وجود آب آشامیدنی در آب‌سنگ حلقوی فایو در افسانه‌های مردم میکرونزی، به "آب‌های شیرین فایوی خاوری" خوانده شده است.
با وجود اینکه آب‌سنگ حلقوی فایو از دیدگاه جغرافیایی، بخشی از جزایر هال نیست، اما مدیریت آب‌سنگ حلقوی فایو بر عهده شهرداری نوم‌وین در بخش شمال باختری (اکسوریتود) در ایالت چوک است.